# Ernst Scholz (Politiker, 1874)

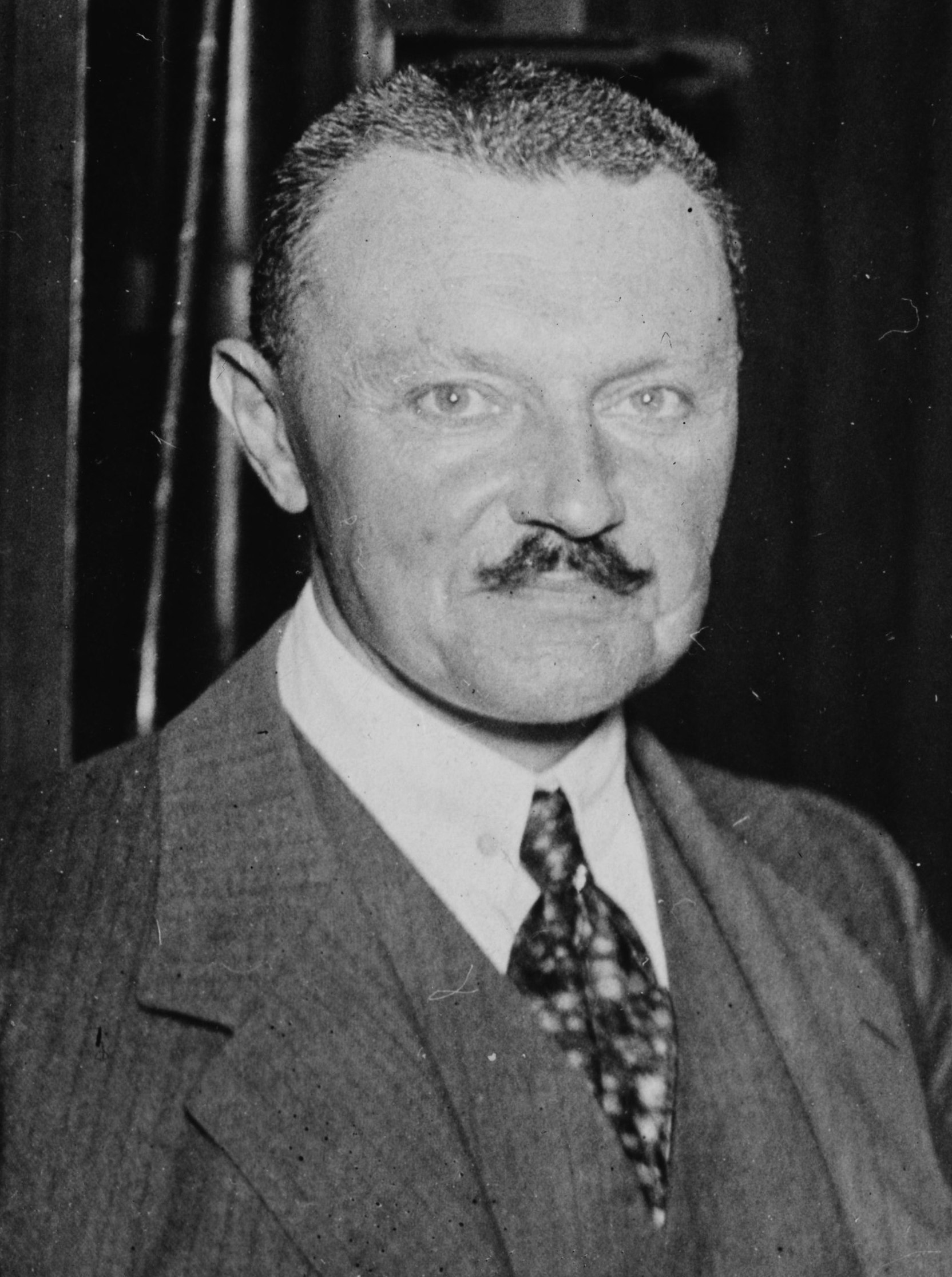
Ernst Scholz

Ernst August Gustav Scholz (* 3. Mai 1874 in Wiesbaden; † 26. Juni 1932 in Berlin) war ein deutscher Jurist in der Kommunalverwaltung und Bürgermeister von Kassel. In der Weimarer Republik war er Reichswirtschaftsminister im Kabinett Fehrenbach und Mitglied des Reichstags für die nationalliberale Deutsche Volkspartei (DVP).

## Leben
Scholz war ein Sohn des Justizrats Carl Scholz und der Luise Raht (1844–1908). Nach dem Abitur am Gymnasium in Wiesbaden nahm er ein Studium der Rechtswissenschaft an der Universität Freiburg auf. 1893 wurde er im Corps Suevia Freiburg aktiv. Als Inaktiver wechselte er an die Universität Marburg. Er beendete das Studium 1895 an der Universität Heidelberg, die ihn zum Dr. iur. promovierte.
Seit 1899 Assessor im öffentlichen Dienst, wurde er 1900 Erster Sekretär des Allgemeinen Genossenschaftsverbands in Charlottenburg. 1901 ging er als Magistratsassessor nach Frankfurt am Main. Er nahm 1914 am Ersten Weltkrieg teil und wurde im selben Jahr verwundet. Später schied er als Major aus der Reichswehr aus.
Scholz verfasste Schriften über das Reichshypothekenrecht und das Gemeindebesteuerungssystem in Preußen sowie ein Rechtsbuch für Genossenschaften. Von 1922 bis 1929 leitete er als Vorsitzender den Berufsverein der höheren Kommunalbeamten Deutschlands.

## Politik
Von 1902 bis 1909 war Scholz Beigeordneter und Kämmerer der Stadt Wiesbaden und hatte die gleichen Funktionen anschließend bis 1912 bei der Stadt Düsseldorf inne. Er war 1912/13 Oberbürgermeister der Stadt Kassel und 1913/1914 sowie von 1917 bis 1920 letzter Oberbürgermeister der Stadt Charlottenburg, die im Anschluss nach Berlin eingemeindet wurde. Als Angehöriger der „OB-Fraktion“ war Scholz von 1912 bis 1918 Mitglied des Preußischen Herrenhauses.
Scholz schloss sich 1919 der Deutschen Volkspartei an und vertrat den republiktreuen Flügel seiner Partei.
Der Landesdirektor der preußischen Provinz Brandenburg ernannte ihn am 6. März 1920 zum Preußischen Provinzialrat.
Vom 25. Juni 1920 bis zum 10. Mai 1921 amtierte er als Reichswirtschaftsminister im Kabinett Fehrenbach. Durch die Neuwahl im Wahlkreis 1 (Ostpreußen) wurde Scholz am 7. März 1921 Abgeordneter im Reichstag (Weimarer Republik). Von 1923 bis 1930 war er Vorsitzender der DVP-Fraktion. Nach dem Tod von Gustav Stresemann 1929 übernahm er den Vorsitz der DVP, legte sein Amt aber 1930 aus gesundheitlichen Gründen nieder und wurde als Parteivorsitzender von Eduard Dingeldey abgelöst. 1931 schied er auch aus dem Reichstag aus. Er zog sich aus der Politik zurück und starb mit 58 Jahren.

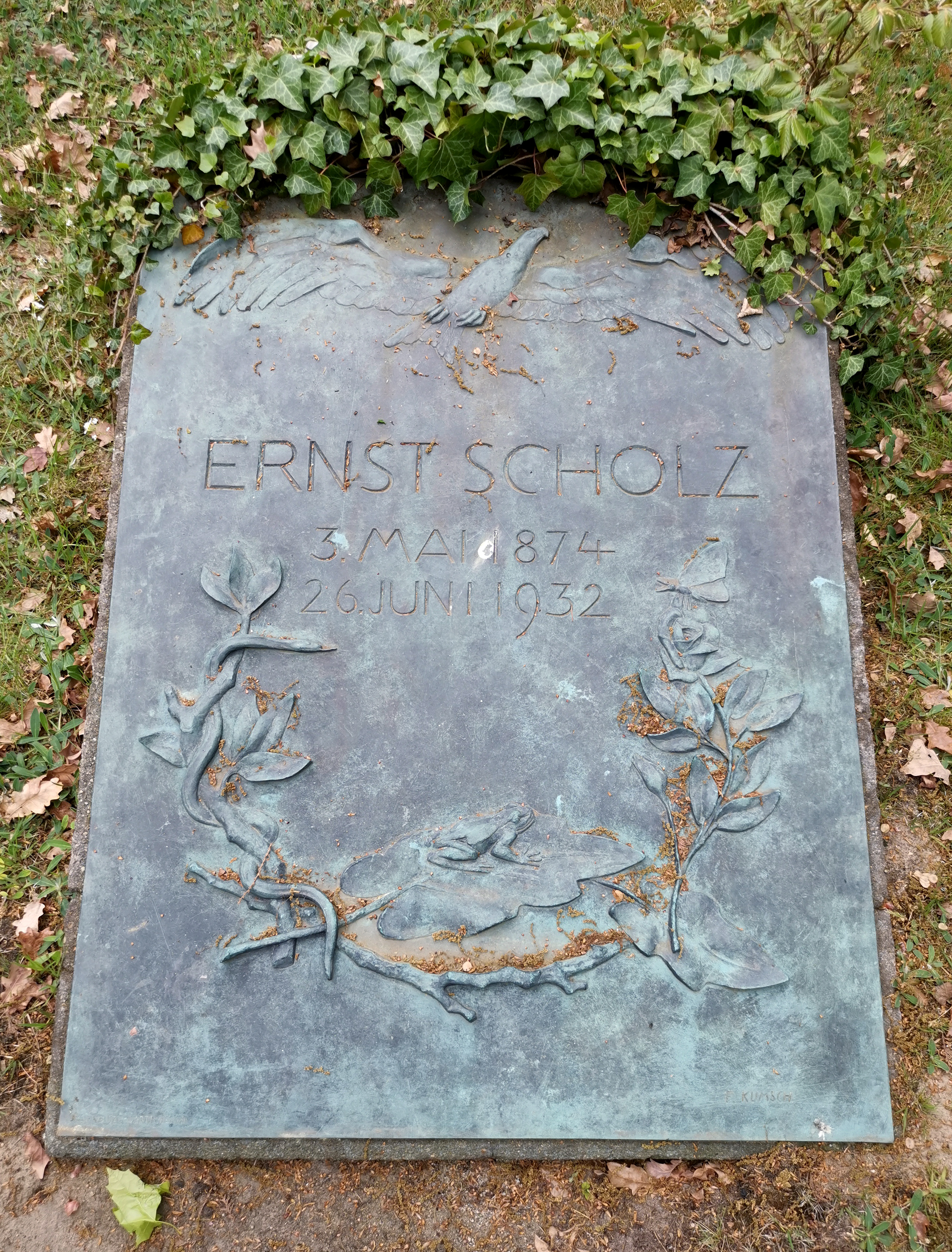
Grabstelle auf dem Friedhof Sacrow

Ernst Scholz wurde auf dem Friedhof Sacrow in Potsdam beerdigt (Block E). Die Grabplatte gestaltete der Bildhauer Fritz Klimsch.

## Ehrungen
- Dr.-Ing. e. h.
- Scholzplatz in Berlin-Charlottenburg (1931)[3]

## Schriften
- Das heutige Gemeindebesteuerungssystem in Preußen. Unter besonderer Berücksichtigung des Westens der Monarchie. In: Gemeindefinanzen. Band 1: System der Gemeindebesteuerung in Hessen, Württemberg, Baden, Elsaß-Lothringen, Bayern, Sachsen, Preußen. Duncker & Humblot, Leipzig 1908, S. 279–318.
- mit Paul Donath: Rechtsbuch für Genossenschaften. Guttentag, Berlin 1908.
- mit Erwin Stein (Hrsg.): Cassel. Stalling, Oldenburg 1913.
- Alfred Gildemeister: Briefe und Schriften. Hrsg. von seiner Frau. Mit einem Geleitwort von Scholz. Stalling, Oldenburg 1929.